# Узбецька абетка
Для узбецької мови використовують три абетки: кириличну, латинську та арабську. За час свого існування кілька разів змінювала свою графічну основу та неодноразово реформувалася. Зараз для неї використовують латинку (офіційна абетка в Узбекистані), кирилицю (в Киргизстані, Таджикистані та Казахстані, також широке поширення в Узбекистані), та арабицю (в Афганістані).

## Арабиця

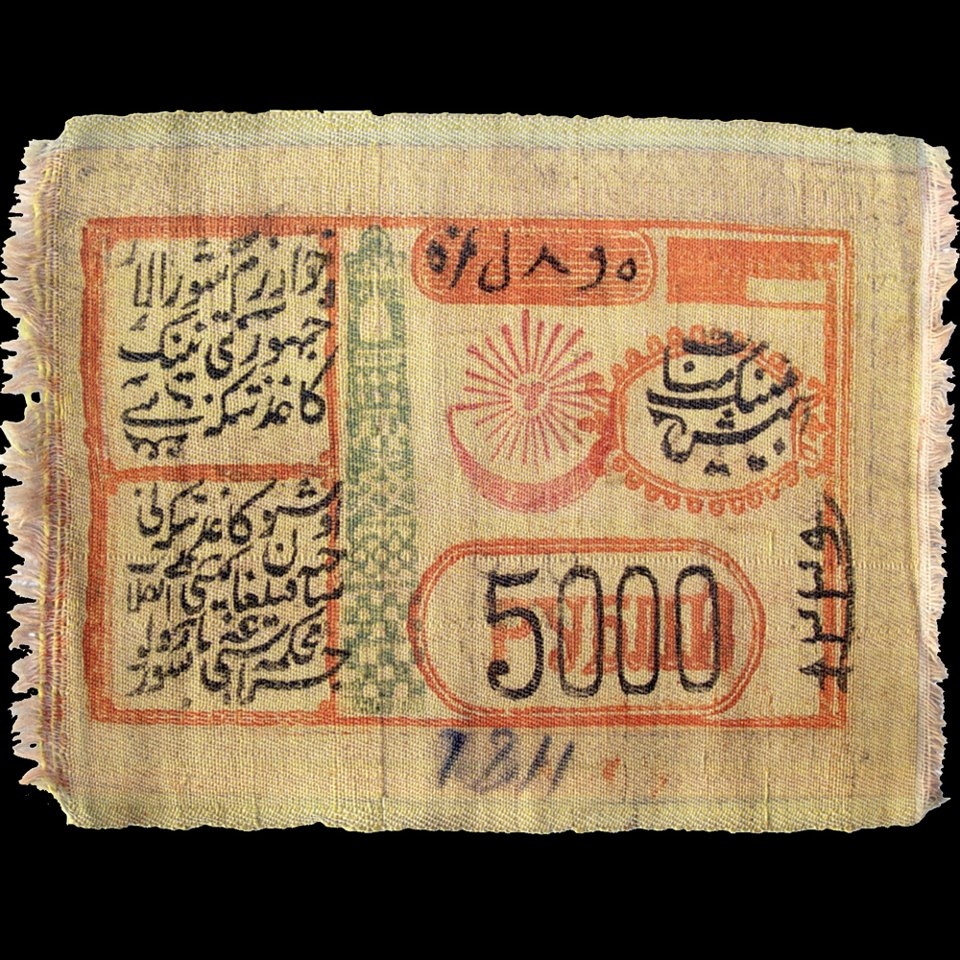
Хорезмська шовкова асигнація 1920 року з написами узбецькою мовою

До VIII—IX століть предки узбеків користувалися різними писемностями — староуйгурським листом, давньохорезмійським листом та тюркськими рунами. Після арабського завоювання Середньої Азії там було прийнято арабський алфавіт. Найдавніші писемні пам'ятки староузбецької мови відносяться до XI століття. Вони використовувалися такі літери: ى ۋ و ن م ل ک ق ف غ ﻉ ﻅ ﻁ ﺽ ﺹ ش س ژ ز ر ﺫ د خ ﺡ ﺝ ث ﺕ ب ا У цьому букви ﺡ ,ت ,ﻉ ,ﻅ ,ﻁ ,ﺽ ,ﺹ ,ﺫ вживалися лише у арабських запозиченнях. У міру проникнення в староузбецьку мову запозичень із фарсі до складу алфавіту входять літери چ і پ (для звуків [ч] і [п]), відбуваються також інші зміни, що наближають арабський алфавіт до потреб тюркської фонетики. В результаті в XV столітті алфавіт староузбецької літературної мови став виглядати так: ى ﻩ و ن م ل ک ق ف غ ﻉ ﻅ ﻁ ﺽ ﺹ ش س ژ ز ر ﺫ د خ ﺡ چ ﺝ ت ﺕ پ ب آ ا.
Після приєднання Середньої Азії до Російської імперії починаючи з 1860-х років функції узбецької писемності помітно розширилися. Зокрема, розпочалося масове друкарство, з'явилися газети та журнали, розширилося застосування писемності у сфері освіти. У зв'язку з цим відбулися деякі удосконалення у складі узбецької абетки. Так, в алфавіт були введені літери گ і ڭ для позначення звуків [ґ] і [ң]. Однак у той час узбецька писемність не мала будь-якої норми і в різних виданнях використовувалися різні варіанти алфавіту та ортографії.
Після революції 1917 року розгорнулася широка дискусія щодо реформування узбецької писемності. У 1918—1922 роках активну участь у ній брали члени філологічного товариства «Чиғатай гурунги». На той час виявилися три основні точки зору на майбутнє алфавіту. Так звані «староортографісти» пропонували користуватися арабським листом без будь-яких змін, «середньоортографісти» пропонували ввести в алфавіт 6 додаткових знаків для позначення голосних звуків, «новоортографісти» крім введення знаків для голосних пропонували вилучити з алфавіту букви. У січні 1921 року I крайовий з'їзд з питань узбецького алфавіту та ортографії, що проходив у Ташкенті, схвалив проєкт реформи А. Фітрата. Згідно з проєктом передбачалося замість 4 накреслень арабських літер залишити лише одне, початкове, виключити літери, які використовуються лише в арабських словах та ввести окремі літери для голосних. Цей проєкт не було реалізовано.
Крапка у суперечках з приводу реформи узбецького листа на арабській графічній основі була поставлена в жовтні 1923 року на Першій ортографічній конференції середньоазіатських узбеків, що проходила в Бухарі. В цілому були прийняті пропозиції «новоортографістів» і алфавіт прийняв такий вигляд: ى ئي ئا ئۇ ئو ئى ئه ﻫ ﻩ ۉ و ن م ل ڭ گ ک ق ف غ ش س ژ ز ر د خ چ ﺝ ﺕ پ ب ﺋ. Цей алфавіт був офіційно затверджений 18 жовтня 1923 Народним комісаром освіти Туркестанської АРСР. У такому вигляді алфавіт діяв у СРСР до 1930 року.
В Афганістані для узбецької мови досі використовується дещо відмінний варіант алфавіту на основі арабо-перської графіки: ٸ ى ې ي ة ﻩ ۉ ۇ ٶ و ن م ل گ ک ق ف غ ع ظ ط ض ص ش س ژ ز ر ذ د خ ح چ ﺝ ث ﺕ پ ب ء أ ا آ.

## Яналіф
Питання переході узбецької мови на латиницю було порушено ще 1920 року. У січні 1921 він обговорювався на крайовому з'їзді в Ташкенті, але тоді прихильники латинізації не отримали схвалення з боку численних прихильників реформування арабського листа. Вдруге це питання було порушено у 1926 році на I тюркологічному з'їзді в Баку. На цьому з'їзді схвалено перехід усіх тюркських мов народів СРСР на новий латинський алфавіт — яналіф. Для реалізації переходу на латиницю було створено Комітет нового алфавіту при Президії ЦВК Рад Узбецької РСР. Різні проєкти нового алфавіту обговорювалися на сторінках друку, різних засіданнях, зборах, конференціях. Значна дискусія розгорілася щодо відображення на листі сингармонізму; в результаті було вирішено відображати сингармонізм на листі, для чого в алфавіт було введено 9 букв для відображення голосних.
На Республіканській ортографічній конференції в Самарканді, що проходила у травні 1929 року, було затверджено новий узбецький алфавіт із 34 знаків:
| A a | B ʙ | C c | Ç ç | D d | E e | Ə ə | F f | G g | Ƣ ƣ | H h | I i |
| J j | K k | L l | M m | N n | Ꞑ ꞑ | O o | Ө ө | P p | Q q | R r | S s |
| Ş ş | T t | U u | V v | X x | Y y | Z z | Ƶ ƶ | Ь ь | '   |     |     |

У січні 1934 року на Республіканському з'їзді з питань мови та ортографії було вирішено виключити з узбецького алфавіту літери Ө ө, Y y, Ь, а також обмежити вживання літери Ə ə, замінивши її у багатьох випадках на A a. Рішення було затверджено Президією ЦВК Рад Узбецької РСР 13 березня 1934 року. Ця реформа спростила узбецьку ортографію, але не вирішила її проблеми. У зв'язку з цим у 1937 році колектив вчених під керівництвом А. К. Боровкова приступив до розробки нового варіанту узбецького алфавіту та ортографії. Складений цим колективом алфавіт мав такий вигляд: A a, B b, V v, G g, D d, E e, Ƶ ƶ, Z z, I i, J j, K k, L l, M m, N n, Å å, O o, P p, R r, S s, T t, U u, F f, X x, C c, Ş ş, Ç ç, Q q, Ƣ ƣ, H h, Ꞑ ꞑ Однак у цей час у СРСР вже набирав сили процес кирилізації, що зробило реформу латинізованого алфавіту неактуальною.

## Кирилиця
У 1939 році при Колегії Наркомосу Узбецької РСР було створено комісію з розробки узбецького алфавіту на основі кирилиці. Ця комісія розробила алфавіт, який включав усі 33 літери російського алфавіту, а також додаткові знаки Ң ң, Ҷ ҷ, Ө ө, Қ қ, Ƶ ƶ, Ҳ ҳ та апостроф. Однак цей проєкт зазнав потужної критики мовознавців та педагогів за свою громіздкість та наявність зайвих букв. Більшість критиків пропонувало виключити з алфавіту літери Щ щ і Ы. Деякі вважали за необхідне також виключити літери Е, Е, Ц, Ю, Я. Літера А пропонували прийняти для звуку [ɔ], а для [ä] використовувати Ə ə. Крім основного проєкту узбецького кириличного алфавіту було запропоновано й низку інших:
| Яналіф       | Основний проєкт | проєкт I | проєкт II | проєкт III | проєкт IV | проєкт V |
| ------------ | --------------- | -------- | --------- | ---------- | --------- | -------- |
| ç            | ҷ               | җ        | чʼ        | дж         | ç         | дж       |
| q            | қ               | ʀ        | кʼ        | къ         | q         | к        |
| ƣ            | ғ               | v        | гʼ        | гъ         | ƣ         | г        |
| h            | һ               | ҳ        | хʼ        | хъ         | h         | х        |
| ꞑ            | ң               | ң        | нг        | нг         | ꞑ         | нг       |
| ө            | ө               | ө        | уʼ        | ў          | ө         | ү        |
| o            | о               | о        |           | ў          | о         | у        |
| a            | о               | ā        | о         | о          | а         | о        |
| ə            | а               | а        | а         | а          | ə         | а        |
| ts           | ц               | ц        | ц         | ц          | тс        | ц        |
| ş, şc, c     | щ               | шч/щ     | щ         | щ          | шч/ш      | щ        |
| je           | е               | йе/е     | е         | е          | йе/е      | е        |
| ja           | ё               | йо/о     | ё         | ё          | йо/о      | ё        |
| i            | ы               | и        | ы         | ы          | и         | ы        |
| ju, jy, u, y | ю               | ю        | ю         | ю          | йу/у      | ю        |
| jə           | я               | я        | я         | я          | йа/а      | я        |
| е            | э               | е        | э         | э          | е         | э        |
| ʼ            | ъ               | ʼ        | ъ         | ъ          | ʼ         | ъ        |
| ʼ            | ь               | ʼ        | ь         | ь          |           | ь        |

Нарешті, склад абетки остаточно визначено, і 8 травня 1940 року III сесія Верховної Ради Узбецької РСР ухвалила закон про перехід на алфавіт з урахуванням російської графіки. Алфавіт набув такого вигляду:
| А а | Б б | В в | Г г | Д д | Е е | Ё ё | Ж ж | З з | И и |
| Й й | К к | Л л | М м | Н н | О о | П п | Р р | С с | Т т |
| У у | Ф ф | Х х | Ц ц | Ч ч | Ш ш | Ъ ъ | Ь ь | Э э | Ю ю |
| Я я | Ў ў | Қ қ | Ғ ғ | Ҳ ҳ | ʼ   |     |     |     |     |

Термін переходу нова абетка було встановлено до 1 січня 1942 року. Окремі недоліки абетки неодноразово обговорювалися, пропонувалися варіанти їх усунення: наприклад, ввести в абетку літери Щ щ і Ы ы, виключити Ҳ ҳ, змінити порядок літер в абетці, замінити відображення нелабіалізованого звуку [a] буквою О на щось інше. Однак єдиною зміною стала заміна апострофа на літеру Ъ в 1956.
Незважаючи на подальші реформи, ця абетка, як і раніше, вживається як в Узбекистані, так і в сусідніх країнах (Таджикистан, Киргизстан і Казахстан).

## Сучасна латинка
У листопаді 1991 року, під час розпаду СРСР, у Стамбулі пройшла конференція, на якій представники тюркських республік СРСР та Росії підтримали проєкт переходу тюркських писемностей на латинку, максимально наближену до турецької абетки. Надалі учасники конференції мали намір вимагати від влади республік перейти на цей алфавіт.
2 вересня 1993 року президент Узбекистану І. Карімов підписав закон «Про введення узбецького алфавіту заснованого на латинській графіці». Новий алфавіт загалом збігався з проєктом, запропонованим у Стамбулі. До складу алфавіту увійшли такі знаки: A a, B b, C c, D d, E e, F f, G g, H h, I i, J j, K k, L l, M m, N n, O o, Pp, Qq, Rr, Ss, Tt, Uu, Vv, Xx, Yy, Zz, Çç, Ğğ, Ɉɉ, Ññ, Öö, Şş, ʼ.
Проте вже у травні 1995 року цей алфавіт був переглянутий і замість нього введено інший варіант. Його основною відмінністю стала відсутність букв із діакритичними знаками. Букви Ç ç, Ş ş, Ğ ğ, Ö ö, Ñ ñ, Ɉ ɉ були замінені на Ch ch, Sh sh, Gʻgʻ, Oʻoʻ, Ng ng, J j відповідно. Алфавіт набув такого вигляду:
| А а | B b | D d | Е е | F f   | G g   | H h   | I i   | J j   | K k |
| L l | М m | N n | О о | P p   | Q q   | R r   | S s   | Т t   | U u |
| V v | X x | Y y | Z z | Oʻ oʻ | Gʻ gʻ | Sh sh | Ch ch | Ng ng | ʼ   |

Новий алфавіт по суті став простою транслітерацією кириличного алфавіту і не вирішив проблем ортографії, які неодноразово обговорювалися з середини XX століття. Єдиною зміною стало вилучення з алфавіту букв «е», «ё», «ю», «я» та заміна їх на буквосполучення ye, yo, yu, ya. Спочатку перехід на новий алфавіт планувалося завершити до 2000 року, потім термін було пересунуто на 2005 рік, а потім на 2010 рік. Після цього термін було пересунуто на 2015 рік, але і на той час перехід на латинський алфавіт в Узбекистані був далеким від завершення: латиницею перекладено сферу освіти та частково діловодство, але газети та журнали продовжують виходити кирилицею, нею друкується близько 70% літератури. У рекламі, на телебаченні та в інтернеті використовуються як кирилиця, так і латиниця. У 2018 році було оголошено новий термін завершення переходу — 2021 рік, а в 2021 році термін перенесено на 1 січня 2023 року.
Формально в узбецькому три види апострофів: друкарський прямий (U+02BC ʼ ), друкарський перевернутий (U+02BB ʻ ), і прямий машинописний (U+0027 ' ). За стандартом Юнікоду для перших двох слід використовувати модифікатори літер, на практиці часто використовуються одинарні лапки (U+2019 ’  і U+2018 ‘ ) через простоту, крім того, друкарні часто малюють тільки поширені гліфи і в шрифтах ці апострофи відсутні. Машинописний апостроф використовувати в верстці не рекомендується.
У рукописі замість перевернутого апострофа пишеться тильда, відповідно: {\displaystyle {\mathcal {{\tilde {O}}{\tilde {o}},{\tilde {G}}{\tilde {g}}}}}.
У 2018—2023 роках узбекистанськими вченими-лінгвістами було запропоновано низку реформ латинізованого алфавіту. Пропоновані зміни наведені у таблиці:
| Діюча абетка | Листопад 2018 | Травень 2019 | Березень 2021 | Листопад 2021 | Вересень 2023 |
| ------------ | ------------- | ------------ | ------------- | ------------- | ------------- |
| Oʻ oʻ        | Ŏ ŏ           | Ó ó          | Ō ō           | Ō ō           | Õ õ           |
| Gʻ gʻ        | Ğ ğ           | Ǵ ǵ          | Ḡ ḡ           | Ğ ğ           | Ğ ğ           |
| Sh sh        | Ş ş           | Ş ş          | Ş ş           | Ş ş           | Ş ş           |
| Ch ch        | Ç ç           | Ç ç          | Ç ç           | Ç ç           | C c           |
| Ng ng        | без змін      | без змін     | без змін      | Ñ ñ           | без змін      |
| Ts ts        | без змін      | C c          | без змін      | без змін      | без змін      |